# Moscoviada
Moscoviada (ukrainisch Московіада, wiss. Transliteration Moskoviada) ist ein 1993 erschienener Roman des ukrainischen Schriftstellers Jurij Andruchowytsch. Er erzählt die Geschichte des Literaturstudenten Otto von F. nach, der in den frühen 90er Jahren in Moskau den Untergang der Sowjetunion erlebt. 2006 erschien der Roman in der Übersetzung von Sabine Stöhr beim Suhrkamp Verlag (ISBN 978-3518418260).

## Handlung
Die Handlung spielt an einem Tag Anfang der 1990er-Jahre, in der Zeit des Zusammenbruchs der Sowjetunion, und beginnt in einem Moskauer Wohnheim. Es werden die Wohnverhältnisse und Konflikte nationaler Gruppierungen beschrieben, und der Leser bekommt einen Eindruck vom Leben des ukrainischen Literaturstudenten Otto von F. Am frühen Morgen begibt sich Otto von F. in den Keller zu den Duschen. Es ist sehr still, er hört begeistert einer Frau zu, die in der Frauendusche zu singen beginnt. Gegen alle Regeln schleicht sich Otto von F. in den Frauenduschraum. Es ist niemand dort außer ihr und es kommt zu Intimitäten. Zurück in der siebten Etage des Wohnheims findet er in seinem Zimmer drei Freunde aus dem Wohnheim vor − sie wollen mit ihm trinken gehen. Sie gehen in die Fonwisin-Bierbar in der Stadt und stehen lange Schlange, um Bier aus selbst mitgebrachten Gläsern zu trinken. Otto von F. ist von den banalen Gesprächsinhalten seiner Freunde und von sich selbst genervt und hält aus dieser Laune heraus vor den Anwesenden eine spontane Rede, in der er am Ende die Unabhängigkeit der Ukraine fordert und dafür Applaus erhält.
Länger kann Otto von F. nicht mehr mit seinen Freunden bleiben, da er eine Verabredung mit seinem Freund Kyrylo, ebenfalls ukrainischer Literat, hat. Zuvor will er seiner Geliebten Galja einen Besuch abstatten und ein Geschenk für Kyrylos Sohn besorgen, ehe die Geschäfte schließen. Der Besuch bei Galja endet in einem heftigen Kampf und mit der Trennung der beiden. Auf dem Weg zum Kaufhaus „Kinderwelt“ macht er an einem Imbiss am Arbat halt − es kommt zu einem Gespräch mit einem depressiv dreinschauenden Mann. Nach einer Weile zündet dieser plötzlich eine Granate. Otto von F. schafft es noch rechtzeitig, sich in einer Unterführung in Sicherheit zu bringen. Schließlich begibt er sich in die „Kinderwelt“ und sucht dort eine Toilette auf. Anschließend bemerkt er, dass sein Geldbeutel verschwunden ist. Bei der Verfolgung eines tatverdächtigen Toilettengängers durch den Moskauer Untergrund stürzt Otto von F. unglücklich auf den Boden und verletzt sich am Knie. Der Dieb übt sich in Schadenfreude und möchte gerade mit seiner Beute fliehen, stürzt jedoch unglücklich in einen offenen Kanalschacht, samt Geldbeutel und Flugticket, das Otto von F. noch nach Kiew bringen sollte. Der Dieb stirbt in der „Moskauer Kloake“.
Da die Geschäfte mittlerweile geschlossen haben, sind alle Türen nach oben verriegelt. Otto von F. sucht sich also einen anderen Ausweg und gelangt dabei versehentlich in einen Moskauer U-Bahn-Tunnel. Dort wird er von Rattenfängern zum KGB gebracht, der ebenfalls im Untergrund arbeitet, Otto von F. verhört und in einen Käfig sperrt. Seine Geliebte Galja, die sich als Geheimdienstmitarbeiterin entpuppt, hilft ihm, aus der Zelle zu entfliehen, und gibt ihm eine ungefähre Beschreibung für den Ausweg. Auf dem Fluchtweg gerät er zufällig in einen geschmückten Saal, wo ein Gelage von Geheimdienstmitarbeitern und Funktionären stattfindet. Otto von F. nimmt an der Gesellschaft teil und trifft dort auch einen alten Bekannten, der ihm eine Prostituierte aufdrängt. Bei dem Versuch, mit ihr zu schlafen, wird Otto von F. jedoch übel − er übergibt sich in einer Garderobe. Dort trifft er auf einen alten Mann, der ihm rät, auf jeden Fall an dem Symposium der Toten teilzunehmen, ebenfalls im Untergrund. Da alle Anwesenden verkleidet sind, entschließt sich Otto von F., als Clown zu erscheinen. Im Präsidium sitzen sieben Gäste, die als bekannte Persönlichkeiten der russischen Geschichte verkleidet sind, z. B. als Lenin oder Iwan der Schreckliche. Auf der Versammlung hält jemand mit einer Strumpfhose über dem Kopf eine Rede mit nationalistischem und imperialistischem Inhalt: Den Sowjetrepubliken soll zum Schein die Unabhängigkeit gewährt, das Imperium einschließlich anderer Länder dann aber wiederhergestellt und die Bevölkerung versklavt werden. Otto von F. wird dies alles zuwider, er möchte unbedingt wieder ans Tageslicht. Im Publikum taucht Saschko auf, ein Verbindungsoffizier des KGB, dem Otto von F. geglaubt hatte, entwischt zu sein. Beide hatten zuvor einen längeren Dialog im Käfig geführt. Saschko teilt Otto von F. mit, dass ein Attentat sein einziger Ausweg sei. Mit Saschkos Waffe erschießt Otto von F. nach und nach alle Mitglieder des Präsidiums, die sich als Popanze herausstellen, und zum Schluss sich selbst. Obwohl Otto von F. nun ebenfalls tot ist, reist er trotzdem noch nach Kiew in seine ukrainische Heimat. Der Regen, der schon am frühen Tag angefangen hat, findet immer noch kein Ende – Moskau ertrinkt in einer Flut.

## Stil
Der Schreibstil ist von einem durchgehend sarkastischen, zynischen, absurden und ironischen Ton durchzogen. Es wird die Absicht verfolgt, die sowjetische Ideologie ihrer Illusionen zu berauben und den Alltag im sozialistischen Staat als trostlos darzustellen. Die Handlung wird in weiten Teilen in der 2. Person erzählt, was den Eindruck erweckt, man würde direkt die Gedankengänge des Protagonisten mitverfolgen, die Zwiegespräche, die er mit sich selbst führt. So erscheint die Geschichte in weiten Teilen regelrecht surreal und die Handlung verliert sich des Öfteren in den Tagträumen von F.s. Der Erzählstil erscheint häufig vulgär und von Schimpfwörtern und Wörtern der Umgangssprache durchsetzt.

## Motive
Während der Handlung gibt es immer wieder seitenweise innere Dialoge mit einem fiktiven ukrainischen König Olelko II. oder Erinnerungen an frühere Ereignisse, wie z. B. der Tod eines Freundes, der aus dem 7. Stock des Wohnheims gestürzt ist, nur weil das Wohnheim abgeschlossen war und er draußen an Alkohol gelangen wollte. Häufig wird auch die Multinationalität des Umfeldes, in dem sich von F. aufhält, betont, was sich in der Mehrsprachigkeit der Dialoge (die in der deutschen Übersetzung allerdings außen vor gelassen wurde) und der häufigen Stereotypisierung einzelner Volksgruppen der Sowjetunion äußert.